# Nathan Söderblom
Lars Olof Jonathan (Nathan) Söderblom (født 15. januar 1866 i Trönö præstegård, Hälsingland ; død 12. juli 1931 i Uppsala) var en svensk teolog og ærkebiskop. Han blev 1930 tildelt Nobels fredspris for sit økumeniske arbejde.
Söderblom blev filosofisk kandidat i Uppsala 1886 og teologisk kandidat 1892, kom 1894 til Paris som præst for den svenske menighed, blev dr.theol. 1901 og samme år professor ved Uppsala Universitet i teologiske prenotion og encyklopædi, fungerede 1912-14 med orlov som professor i Leipzig i religionshistorie og blev 1914 Sveriges ærkebiskop.
Söderblom skrev en række religionshistoriske værker: La vie future d'après le Mazdéisme (1901), Die Religionen der Erde (1905), Gudstrons uppkomst (1914, oversat til dansk: Gudstroens Oprindelse af Helge Haar 1920), Naturlig religion och religionshistoria (1914) og Svenska Kyrkans kropp och själ (1916). Han har medvirket ved udgivelsen af Främmande Religionsurkunder, I—III (1908) og har fremdeles skrevet Humor och Melankoli och andra Lutherstudier (1919), När Stunderna växla och skrida, I—IV (1921), Christian Fellowship (1923), Kyrkan i Sverige (1923) og Från Upsala til Rock Island (1924), erindringer fra en "predikofärd" i Nordamerika, som han foretog sammen med sin hustru, Anna Söderblom.
Söderblom lagde et stort arbejde i at bringe de kristne konfessioner og landskirker i indbyrdes kontakt: han fik den græsk-katolske, den anglikanske, den reformerte og den lutherske, i tale og bragt i indbyrdes forbindelse gennem den kirkelige åndsstrømning, som han har benævnt Life and Work, og hvis opgave er med forbigåelse af alle dogmatiske spørgsmål at skabe samarbejde mellem de forskellige konfessioner i praktiske, navnlig sociale opgaver.

## Stockholm-mødet 1925
Et højdepunktet i Söderbloms bestræbelse blev et kirkemøde august 1925, da en repræsentation for alle konfessioner, undtagen den romersk-katolske, og for de fleste landskirker i et antal af flere hundrede, samledes til et "økumenisk" kirkemøde i Stockholm, hvor kongehuset, de offentlige myndigheder, pressen og den jævne svenske borger udfoldede stor gæstfrihed, og hvor det lykkedes at skabe personlig forbindelse mellem de mange kirkelige og politiske modsætninger ved omhyggelig forbigåelse af alle konfessionelle og politiske divergenser.
Söderbloms styrke og svaghed trådte klart frem ved dette møde. Hans styrke var den store åndelige forståelse og smidighed, hans svaghed tilbøjeligheden til at mediere og uvilje til klare standpunkter. Fra positiv teologisk side blev mødet skarpt angrebet, men ét resultat vil aldrig kunne frakendes det: tilvejebringelsen af personlig forbindelse og dermed af en begyndende indbyrdes forståelse mellem de hidtil indbyrdes stridende konfessioner og nationer. Söderblom havde stor del af æren herfor.
Söderblom havde 1921-31 stol nr. 16 i Svenska Akademien.